# Lycianthes ciliolata
Lycianthes ciliolata là loài thực vật có hoa trong họ Cà. Loài này được (M. Martens & Galeotti) Bitter mô tả khoa học đầu tiên năm 1919.